# كاراموكو ديمبيلي
كاراموكو كادر ديمبيلي (بالإنجليزية: Karamoko Dembele)‏ (ولد في 22 فبراير 2003) لاعب كرة قدم يلعب في مركز جناح في نادي سلتيك، تم استدعاه لتمثيل كل من منتخب انكلترا ومنتخب اسكتلندا على مستوى الشباب، اجتذبت اهتمام وسائل الاعلام في أكتوبر 2016 عندما قدم أول مباراة له مع فريق نادي سلتيك للشباب تحت سن 20 وهو في سن 13.

## نشأته
ولد ديمبيلي عام 2003 في لامبيث في جنوب لندن. والديه من ساحل العاج. انتقلت عائلته شمالًا إلى اسكتلندا ، إلى جوفان في غلاسكو ، قبل عيد ميلاده الأول. التحق ديمبيلي ، أو "كادي" كما هو معروف ، بمدرسة سانت قسطنطين الابتدائية في دروموين. بدأ في مدرسة سانت نينيان الثانوية في كيركنتيلوش (المدرسة التابعة للاعبي أكاديمية سلتيك) في عام 2015.

## روابط خارجية
- كاراموكو ديمبيلي على موقع الاتحاد الإسكتلندي (الإنجليزية)
- كاراموكو ديمبيلي على موقع إي إس بي إن إف سي (الإنجليزية)
- كاراموكو ديمبيلي على موقع قاعدة بيانات كرة القدم.إي يو (الإنجليزية)
- كاراموكو ديمبيلي على موقع ليكيب (الفرنسية)
- كاراموكو ديمبيلي على موقع Soccerbase.com (لاعب) (الإنجليزية)
- كاراموكو ديمبيلي على موقع Soccerway.com (الإنجليزية)
- كاراموكو ديمبيلي على موقع عالم كرة القدم.نت (الإنجليزية)
- كاراموكو ديمبيلي على موقع كووورة
- كاراموكو ديمبيلي على موقع AS.com (الإسبانية)